# Cal Moliner (Taradell)
Cal Moliner és un conjunt d'edificis de Taradell (Osona) protegit com a Bé Cultural d'Interès Local.

## Descripció
Situat al sector nord del barri de la Vila, molt proper a les vies d'accés al municipi i a la Riera de Tomba. Conjunt de dues cases annexades, de secció quadrangular, integrades en una parcel·la que ocupa la cantonada entre el carrer de Vic i el carrer de Guillem de Mont-Rodon. Les edificacions compten amb una petita plaça al davant, delimitada per un mur de pedra de poca alçada, per salvar el desnivell del terreny, i algunes parts enjardinades. El parament d'ambdues cases és arrebossat i està pintat en un to beix però deixa visibles els carreus que conformen les cadenes cantoneres i alguns emmarcaments de les obertures.
A la part baixa, el sòcol està format per una filera de blocs de pedra paral·lelepípedes buixardats. Les cobertes són de teula àrab i a dues vessants amb el carener perpendicular a la façana principal. Tanmateix, aquestes, presenten un ampli ràfec acabat amb una imbricació de rajols i teules ceràmiques. Pel que fa a la distribució dels volums, un, més avançat que l'altre i amb la porta d'accés a la zona de la placeta, té la planta en forma de "L" invertida, i compta amb planta baixa i primer pis. L'altre, amb l'accés al carrer de Guillem de Mont-Rodon, té planta quadrada i disposa de planta baixa, primer i segon pis.
Al centre d'amdós volums, hi ha un petit pati interior de secció rectangular. En conjunt, la composició és de tres eixos vertical amb les obertures simètriques, amb l'emmarcament d'amplis carreus i ampits motllurats. A la planta baixa del cos davanter, hi ha la porta d'accés al centre i aquesta està flanquejada per dues finestres a la façana principal i dues a la façana lateral. L'altra façana lateral, de dimensions molt reduïdes, té una porta individual que dona accés a un petit espai pavimentat, de secció rectangular i estret, delimitat pel sòcol i una barana de ferro forjat.
Al primer nivell, damunt la porta d'accés, s'hi obre un balcó flanquejat per dues finestres. El volum annex, té tres obertures a la planta baixa, dues idèntiques i l'altra més petita. Les primeres, de secció quadrangular i més gran, corresponen a portes enrotllables de malla i donen pas als garatges. L'altra, situada en un extrem del mur, s'obre en profunditat i és més estreta, i dona accés a dos esglaons que porten fins a la porta d'accés, elevada respecte el nivell del terra. Les altres dues plantes de l'edifici, amb la mateixa distribució, tenen un balcó, que queda sobre la porta d'accés, i dues finestres. En conjunt, totes les finestres són amb persiana de llibret de fusta i les baranes dels balcons, de ferro forjat amb formes ondulades.